# Lac Sherbrooke (Lunenburg, Nouvelle-Écosse)
Pour les articles homonymes, voir Sherbrooke (homonymie) et Lac Sherbrooke.
Le lac Sherbrooke est un lac situé dans le comté de Lunenburg en Nouvelle-Écosse au Canada qui couvre une superficie totale d’approximativement 17 km2. 